# ハイやりました!
『ハイやりました!』（ハイやりました）は、1970年10月1日から同年12月3日までNET系列局で放送されていたバラエティ番組である。NETテレビ（現・テレビ朝日）と渡辺プロダクションの共同製作。全8回。放送時間は毎週木曜 20:00 - 20:56 （日本標準時）。

## 概要
川口市民会館、調布市民会館、江東公会堂などからの生放送を行っていた公開番組で、ハナ肇とクレージーキャッツと江崎英子がレギュラーを務めていた。構成担当は佐々木守ほか。赤塚不二夫がデザインしたTシャツを衣装にしていた。
当初は2クール放送の予定だったが10週しか続かず、途中に2回の休止があったため、番組は8回の放送で終了した。
広島ホームテレビでは、10月の試験放送開始時から金曜19:00 - 19:56に遅れネットしていた（中国新聞、1970年10月16日、17ページ、テレビ・ラジオ欄）。 

## 放送リスト
| 回    | 放送日 （1970年） | サブタイトル             |
| ----- | ----------------- | ------------------------ |
| 第1回 | 10月1日           | クレージー運動会         |
| 第2回 | -月-日            | -                        |
| 第3回 | -月-日            | -                        |
| 第4回 | -月-日            | -                        |
| 第5回 | 11月5日           | クレージー大暴れ戦艦     |
| 第6回 | 11月12日          | クレージーのズッコケ病院 |
| 第7回 | 11月25日          | クレージーのお祭り騒動   |
| 第8回 | 12月3日           | クレージー刑務所破り     |